# Al-Mahalah Trípoli
El Almahala Tripoli es un equipo de fútbol de Libia que juega en la Segunda División de Libia, la tercera liga de fútbol más importante del país.

## Historia
Fue fundado en el año 1977 en la capital Trípoli y tuvo su época de gloria en la década de los años 90s, en la que ganó sus 2 títulos de la Liga Premier de Libia y 1 subcampeonato. 
Luego de esos años, el equipo en la temporada 2001-02 desciende a la Primera División de Libia, donde comenzó la pesadilla. 2 años después ya estaba en la Tercera División de Libia, tardaron 5 años en regresar a la Segunda División de Libia, donde continua actualmente.
A nivel internacional ha participado en 3 torneos continentales, donde nunca ha pasado de la primera ronda.

## Palmarés
- Liga Premier de Libia: 2

1998, 1999
- Supercopa de Libia: 1

1998

## Participación en competiciones de la CAF
| Temporada | Torneo                      | Ronda      | Club          | Casa | Visita | Global |
| --------- | --------------------------- | ---------- | ------------- | ---- | ------ | ------ |
| 1999      | Liga de Campeones de la CAF | Preliminar | AS CotonTchad | 3-0  | 0-2    | 3-2    |
| 1999      | Liga de Campeones de la CAF | 1          | Espérance ST  | 1-2  | 0-2    | 1-4    |
| 2000      | Copa CAF                    | 1          | Ismaily SC    | 3-2  | 1-5    | 4-7    |
| 2001      | Copa CAF                    | 1          | ASC Ndiambour | 2-1  | 0-2    | 2-3    |